# يوم الناخبين الوطني
يوم الناخبين الوطني (بالهندية: राष्ट्रीय मतदाता दिवस) هو يوم هدفه تشجيع المزيد من المصوتين الشباب للمشاركة في العملية السياسية، فالحكومة الهندية قررت الاحتفال بيوم [25 يناير كل عام كـ«يوم الناخبين الوطني». لقد بدء من يوم 25 يناير 2011 بمناسبة يوم التأسيس الآنف ذكره. وقال وزيرة الإعلام والإذاعة أمبيكا سوني [الإنجليزية] للصحفيين إن اجتماعا لمجلس وزراء الاتحاد، برئاسة رئيس الوزراء مانموهان سينغ، وافق على اقتراح وزارة القانون لهذا الغرض.
أدركت أن الناخبين الجدد، الذين بلغوا سن الثامنة عشرة، أبدوا اهتماما أقل في التسجيل في القوائم الانتخابية، فقالت إن مستوى التحاقهم كان منخفضا من 20 إلى 25 في المائة في حالات معينة.
حيث قالت: «من أجل التعامل بشكل فعال مع هذه المشكلة، قررت لجنة الانتخابات أن تمارس تمرينًا قويًا لتحديد جميع الناخبين المؤهلين الذين يبلغون سن 18 عامًا اعتبارًا من 1 كانون الثاني من كل عام في كل من مراكز اقتراع الـ 8.5 ألف مركز في جميع أنحاء البلاد».
وقالت سوني إن هؤلاء الناخبين المؤهلين سيلتحقون في الوقت المناسب ويسلمون بطاقة الهوية الانتخابية (EPIC) في 25 يناير من كل عام، مضيفة أن هذه المبادرة من المتوقع أن تعطي الشباب شعورا بالتمكين والفخر وإلهامهم لممارسة امتيازهم.
قالت: «وسيتم تزويد الناخبين الجدد بشارة تحمل شعارها» فخور بأن تكون ناخباً - مستعداً للتصويت«، كما قالت. إن شعار يوم المصوتين العالمي 2016 هو» المشاركة الشاملة والنوعية«التي تؤكد التزامها بالتواصل مع الناخب الأخير وتعزيز التصويت الواعي والأخلاقي. وقد صاغ شعار» لا يوجد ناخب يترك وراءه«إلى مزيد من التأكيد على التركيز على الشمولية. يتم منح الجوائز الوطنية للتميز والكفاءة والابتكار في عمليات الانتخابات وإجراءاتها. هذه الجوائز تعترف بالمساهمة من قبل ألية الانتخابات، الإدارة الحكومية، منظمات المجتمع المدني والإعلام. إن أعظم فرح ينظر إليه في الناخبين الشباب في الهند».
في اليوم الوطني الرابع للناخبين، قام الناشط في مجال الإعاقة "ساتندرا سينغ [الإنجليزية]"، وهو عضو في حركة الإعاقة، بمراقبة لجنة الانتخابات في الهند [الإنجليزية] عندما وجد أنها تنتهك أوامر المحكمة العليا بمنح حق التصويت للناخبين ذوي الإعاقة.
شعار يوم الناخبين الوطني:
2018: الوصول إلى الهند